# Sofronisc
Sofronisc d'Atenes (en llatí Sophronicscus, en grec antic Σωφρονίσκος) fou el pare del famós filòsof Sòcrates que va tenir amb la seva dona Fenàreta. Era un escultor en marbre de certa fama.
Va viure a l'entorn del 470 aC i va pertànyer a la vella escola àtica d'escultura, anterior a Fídies. Era d'una família d'artistes considerada descendents de Dèdal. Probablement Sòcrates va aprendre l'art de l'escultura del seu pare. No consta el nom o detalls de cap de les seves obres.